# 何曉玫

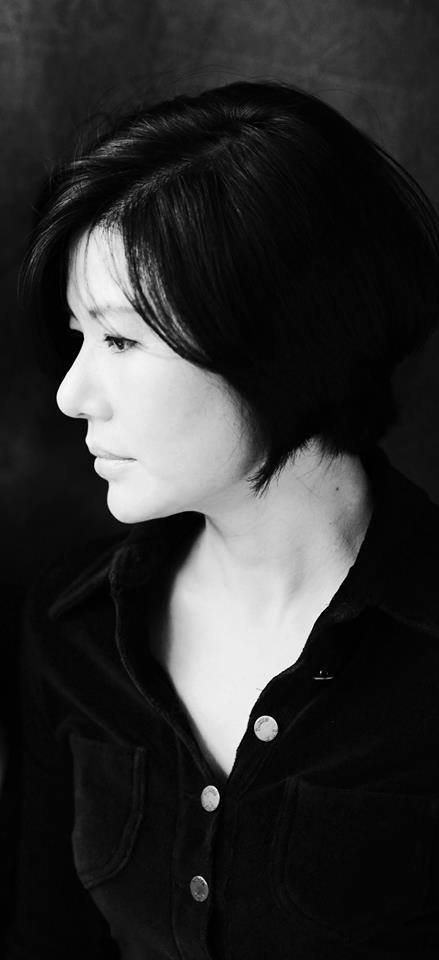

何曉玫，1963年出生於臺灣宜蘭，編舞家，MeimageDance的藝術總監、國立臺北藝術大學舞蹈學系專任教授；曾為雲門舞集的編舞創作代表《水‧鏡》、《紙天空》，國家文藝獎第十九屆的得獎主。 
國立臺北藝術大學舞蹈學院院長何曉玫，是第十九屆舞蹈類的國家文藝獎獲獎者，殊榮的返鄉宜蘭呈現自身的創作，也為當代舞蹈藝術推廣新視野，受邀參與臺灣宜蘭縣政府文化局規劃的「大師返鄉」計畫，以舞蹈講座方式結合藝術與家鄉的在地社群，同時展演了經典作品《默島新樂園》。

## 生平
八歲學舞，隨後加入了蘭陽舞蹈團，一路跳著民族舞蹈，從華岡藝校，再進入國立藝專（今國立臺灣藝術大學），後續考進台灣藝術學院（今國立臺北藝術大學﹚，師承林懷民。畢業後，赴美國紐約大學進修。
是北藝大舞蹈系第一屆的畢業校友，何曉玫在學校畢業後，曾任一年的雲門舞者，在美國進修返台後，創立了Meimage舞團。
2011年起，推動「鈕扣計畫」透過活動的安排，讓一群旅外優秀年輕舞者回鄉，一個展演藝術創作的平臺；2016年起開辦的「專業舞者工作坊」，提供臺灣自由舞者身體訓練課程，更將舞蹈創作藝術深化進入社會大眾。

## 經歷
- 中生代編舞家何曉玫，自1992年起任教於母校北藝大，教學面向涵蓋了即興、編舞、還有西方舞蹈技巧等課程。[5]

- 2010年創立了「何曉玫MeimageDance」，舞團創團的精神，何曉玫藉由作品反映了，舞蹈與視覺文化的特殊風格。[5]

- 何曉玫在2013年創作《親愛的》舞作，獲選為2013年「台新藝術獎」年度五大視覺暨表演藝術作品。[3]

- 2017年於「香港台灣月」演出《默島新樂園》，重新編選了〈默島樂園〉、〈芭比的獨白〉與〈擁抱日子〉等舞作。[6]

## 藝術成就
受邀國家戲劇院的委任《親愛的》和《假裝》兩部的舞蹈創作，有著高度的藝術成就，何曉玫同時也是「鈕扣計畫」的推手人 ，讓許多海外的台灣新生代舞蹈家，藉此能在國內有所進行展演的平臺，對國內的藝術領域有著卓越的貢獻。

## 代表舞作
- 《孤島e願望》
- 《Woo! 芭比》
- 《紙境》
- 《親愛的》
- 《假裝》
- 《淨水》
- 《默島新樂園》
- 《極相林—實驗創作計畫》   [8]

## 外部連結
- 惴惴地，踩在夢與現實的邊界──何曉玫 [永久]
- 何曉玫 繁複交疊的人際關係【台新藝術獎系列報導】 （页面存档备份，存于）
- 與世界混出新舞作 何曉玫MeimageDance X《鈕扣*New Choreographer》  （页面存档备份，存于）
- 何曉玫MeimageDance官方網站  （页面存档备份，存于）